# Batalla de Changsha (1941)
La batalla de Changde (en chino tradicional: 常德會戰, en chino simplificado: 常德会战) fue un enfrentamiento entre las fuerzas del Ejército Nacional Revolucionario de China y el Ejército Imperial Japonés, durante la segunda guerra sino-japonesa. La batalla formaba parte de la Operación Chungking u operación 5, cuyo objetivo era rodear y destruir los cuarteles generales del Kuomintang ubicados en Sichuan.
- Datos: Q1759660
- Multimedia: Battle of Changsha (1941) / Q1759660